# Љетановце
Љетановце (слч. Letanovce) насељено је мјесто са административним статусом сеоске општине (слч. obec) у округу Спишка Нова Вес, у Кошичком крају, Словачка Република.

## Становништво
| Година:    | 1994. | 2004.    | 2014.    | 2024.   |
| ---------- | ----- | -------- | -------- | ------- |
| Број људи: | 1717  | 2066     | 2276     | 2326    |
| Разлика:   |       | +20,32 % | +10,16 % | +2,19 % |

| Година:    | 2023. | 2024.   |
| ---------- | ----- | ------- |
| Број људи: | 2305  | 2326    |
| Разлика:   |       | +0,91 % |

Према подацима о броју становника из 2011. године насеље је имало 2.177 становника.